# Henry Crist
Henry Crist, född 20 oktober 1764 i Fredericksburg, Virginia, död 11 augusti 1844 nära Shepherdsville, Kentucky, var en amerikansk politiker. Han representerade delstaten Kentuckys tredje distrikt i USA:s representanthus 1809–1811.
Crist var först verksam som lantmätare och sedan inom salttillverkningen. Demokrat-republikanen Crist efterträdde 1809 John Rowan som kongressledamot. Han efterträddes 1811 av Stephen Ormsby.
Crist gick med i Whigpartiet efter att partiet grundades år 1834. Han avled 1844 och gravsattes på Frankfort Cemetery i Frankfort.